# Simone da Cascina
Simone da Cascina (Cascina, ... – Pisa, 1420 circa) è stato uno scrittore italiano.
Frate domenicano, rivestì il ruolo di magister presso lo studium del convento di Santa Caterina a Pisa tra il 1380 e il 1420.
Fu in contatto con le autorità politiche pisane, sia con Pietro Gambacorta che con Gian Galeazzo Visconti e fu maestro, tra gli altri, di Federico Frezzi, imitatore di Dante Alighieri.
Nel 1943 Thomas Kaeppeli attribuì alla mano di Simone il ms. Barberiniano Latino 710 della Biblioteca Vaticana, prima erroneamente attribuito a Simone Fidati.

## Opere
Frate Simone è autore dei Sermones Scholastici, una raccolta di sermoni e discorsi d'occasione composta presso il convento di Santa Caterina. Alla mano di Simone sono riconducibili anche alcune carte della Chronica del convento.